# Kernenergiecentrale Monju
Kernenergiecentrale Monju (Japans: もんじゅ, Monju) is een kerncentrale in de stad Tsuruga in de prefectuur Fukui in Japan. De centrale beschikt over 1 reactor en kan een elektrisch vermogen van 280 MW produceren. De centrale, die gebruikmaakt van een snelle kweekreactor, is niet in commercieel bedrijf en wordt geplaagd door technische mankementen en problemen met de reactorveiligheid. Het ontwikkelen van kweekreactoren was een belangrijk onderdeel van het Japanse energiebeleid, omdat Japan zelf arm is aan delfstoffen en kweekreactoren in principe de afhankelijkheid van geïmporteerd uranium kunnen verminderen.
De centrale gebruikt een met vloeibaar natrium gekoelde snelle kweekreactor en werd voor het eerst kritisch in 1994. Na een ongeval waarbij een natriumlek een grote brand veroorzaakte, werd de reactor in 1995 stilgelegd. Het opnieuw in bedrijf stellen liep grote vertraging op door een schandaal rondom het in de doofpot stoppen van de omvang van het ongeluk. Pas in mei 2010 kon de reactor opnieuw worden opgestart, om nog geen half jaar later weer stilgelegd te worden na een tweede ongeval, waarbij een tonnen wegend apparaat in het reactorvat viel. Pas een jaar later kon dit uit het vat worden opgetakeld, maar van het opnieuw in bedrijf nemen van de reactor is vooralsnog geen sprake, en medio 2013 verbood de Japanse nucleaire waakhond NRA de herstart van de reactor tot het veiligheidsmanagement voldoende verbeterd is. NRA constateerde onder meer een verslechterende veiligheidscultuur bij het Japanse atoomenergieagentschap JAEA, dat de reactor beheert.
Verder is de publieke houding tegenover kernenergie na de kernramp van Fukushima diepgaand veranderd. Er gaan stemmen op om de Monju-reactor definitief stil te leggen en de Japanse regering onderzocht in 2011 scenario's om de reactor definitief te sluiten en te ontmantelen.
Fugen ·
Fukushima I ·
Fukushima II ·
Genkai ·
Hamaoka ·
Higashidōri ·
Ikata ·
JPDR ·
Kashiwazaki-Kariwa ·
Mihama ·
Monju ·
Oi ·
Oma ·
Onagawa ·
Sendai ·
Shika ·
Shimane ·
Takahama ·
Tokai ·
Tomari ·
Tsuruga